# Pezzi da 100
Pezzi da 100 è un singolo dei rapper italiani Tony Effe e Kid Yugi, pubblicato il 10 dicembre 2024 come terzo estratto della riedizione bonus del secondo album in studio Icon di Tony Effe.

## Descrizione
Il brano, scritto da entrambi gli artisti, è prodotto da Luca Antonio Barker, in arte Sick Luke.

## Brano musicale
Il brano musicale è stato pubblicato in concomitanza all'uscita del brano attraverso il canale YouTube di Tony Effe.

## Tracce
Testi di Nicolò Rapisarda e Francesco Stasi, musiche di Alex Andrea Vella e Luca Antonio Barker.
1. Pezzi da 100 – 2:39

## Classifiche
| Classifica (2025) | Posizione massima |
| ----------------- | ----------------- |
| Italia            | 30                |